# Clark Fork River
Clark Fork (oprindelig døbt af Lewis og Clark ekspeditionen:Clark's Fork of the Missoula) er en omkring 500 km lang flod der løber i staterne Montana og Idaho i USA. Den har sit udspring i nærheden af byen Butte i Silver Bow County i Rocky Mountains, og løber ned til den opstemmede Lake Pend Oreille, hvorfra den fortsætter til Columbia River via Pend Oreille River.